# Фирден
Фирден (нем. Vierden) — община в Германии, в земле Нижняя Саксония.
Входит в состав района Ротенбург-на-Вюмме. Подчиняется управлению Зиттензен. Население составляет 832 человека (на 31 декабря 2010 года). Занимает площадь 21,30 км².
Коммуна подразделяется на 5 сельских округов.